# Donacaula
Donacaula is een geslacht van vlinders van de familie grasmotten (Crambidae), uit de onderfamilie Schoenobiinae.

## Soorten
- D. amblyptepennis Dyar, 1917
- D. aquilellus Clemens, 1861
- D. forficella

Liesgrassnuitmot Thunberg, 1794
- D. ignitalis (Hampson, 1919)
- D. longirostrallus Clemens, 1861
- D. maximellus Fernald, 1891
- D. melinellus Clemens, 1861
- D. mucronella

Zeggensnuitmot (Denis & Schiffermüller, 1775)
- D. niloticus (Zeller, 1867)
- D. nitidellus Dyar, 1917
- D. pallulellus Barnes & McDunnough, 1912
- D. phaeopastalis (Hampson, 1919)
- D. roscidellus Dyar, 1917
- D. rufalis (Hampson, 1919)
- D. sordidellus Zincken, 1821
- D. tripunctellus Robinson, 1870
- D. unipunctellus Robinson, 1870
- D. uxorialis Dyar, 1921